# Honda Center
Honda Center (także: Arrowhead Pond of Anaheim, początkowo: Anaheim Arena) – hala sportowa znajdująca się w Anaheim, w stanie Kalifornia, w Stanach Zjednoczonych. Budowę rozpoczęto w 1990 roku, obiekt może pomieścić 17 174 kibiców hokeja, 18 336 kibiców koszykówki, a przy odpowiedniej konfiguracji 18 900 podczas koncertów. Obecnie w obiekcie tym swoje mecze rozgrywa drużyna występująca w NHL – Anaheim Ducks. W latach 1994–1999 występowała tu również drużyna Los Angeles Clippers występująca w NBA. Obecna nazwa hali została wykupiona przez firmę Honda Motor Company i obowiązuje od 2006 roku przez 15 lat.

## Historia
Hala została otwarta 19 czerwca 1993 roku, a pierwszym wydarzeniem był koncert Barry’ego Manilowa. Od tamtego momentu odbyło się wiele wydarzeń, nie tylko koncerty takich gwiazd jak: Coldplay, U2, Beyoncé, Shakira, Madonna, Queen, Britney Spears, The Rolling Stones, czy Depeche Mode, ale też dwukrotnie w 2003 i 2007 odbyły się tutaj finałowe mecze Pucharu Stanleya, w których drużyna Ducks w roli gospodarza nie przegrała meczu.
W maju 2013 roku w hali ustanowiono tablicę upamiętniającą byłego hokeistę Anaheim Ducks, tragicznie zmarłego w 2011 Białorusina, Rusłana Saleja.